# دن گری (بازیکن فوتبال)
دن گری (انگلیسی: Dan Gray؛ زادهٔ ۲۳ نوامبر ۱۹۸۹) بازیکن فوتبال اهل بریتانیا است.
از باشگاه‌هایی که در آن بازی کرده‌است می‌توان به باشگاه فوتبال برافورد پارک آونیو، باشگاه فوتبال مکلسفیلد تاون، باشگاه فوتبال لینکولن سیتی، باشگاه فوتبال چسترفیلد، و باشگاه فوتبال آلفرتون تاون اشاره کرد.